# Max-Planck-Institut für Mathematik
Das Max-Planck-Institut für Mathematik (kurz: MPIM) ist ein führendes mathematisches Forschungsinstitut in Bonn, das unter dem Dach der Max-Planck-Gesellschaft steht.
Die Anzahl der festen (auch wissenschaftlichen) Mitarbeiter ist vergleichsweise klein. Die meisten Mathematiker kommen als Besucher, um für eine begrenzte Zeit zusammen mit Kollegen aus aller Welt wissenschaftlich zu arbeiten und sich untereinander insbesondere über mathematische Probleme auszutauschen oder neue Erkenntnisse in Seminaren, Gesprächen und beim traditionellen Vier-Uhr-Tee zu diskutieren.
Die Forschung am Institut umfasst folgende Arbeitsgebiete:
- Algebraische Geometrie
- Zahlentheorie
- Arithmetische Geometrie und Automorphe Formen
- Algebraische Gruppen und arithmetische Untergruppen
- Darstellungstheorie
- Komplexe Analysis
- Algebraische Topologie
- Partielle Differentialgleichungen
- Mathematische Physik

Das Institut ging 1980 aus dem Bonner Sonderforschungsbereich Theoretische Mathematik hervor
und wurde von Friedrich Hirzebruch gegründet, der auch Direktor bis 1995 war. Dem Institut stehen heute die Direktoren Peter Scholze, Peter Teichner  und Dennis Gaitsgory vor. Günter Harder, Gerd Faltings, Don Bernard Zagier und Werner Ballmann sind als Emeriti im Institut tätig. Geschäftsführender Direktor ist zurzeit Peter Teichner.
Seit 1999 ist das Max-Planck-Institut für Mathematik in den oberen Etagen des alten Postamts am Münsterplatz untergebracht. Zuvor war es im Stadtteil Beuel.

## Mathematische Arbeitstagung
Zurückgehend auf das Jahr 1957 findet in Bonn die Mathematische Arbeitstagung statt. Die ersten 30 Arbeitstagungen, organisiert von Friedrich Hirzebruch, umfassen die „First Series“. Die „Second Series“, organisiert von allen Direktoren des Max-Planck-Institutes, finden seit 1993 in einem Zwei-Jahres-Rhythmus statt.

## International Max Planck Research School (IMPRS)
Das MPI für Mathematik betreibt zusammen mit der Universität Bonn die International Max Planck Research School on Moduli Spaces. Eine IMPRS ist ein englischsprachiges Doktorandenprogramm, das eine strukturierte Promotion erlaubt. Sprecher der IMPRS ist Gerd Faltings.

## Ehemalige Direktoren
- Friedrich Hirzebruch
- Günter Harder (1938–2025)
- Yuri Manin (1937–2023)
- Gerd Faltings
- Werner Ballmann
- Don Bernard Zagier